# Brigitte Auber
Brigitte Auber (eigentlich: Marie-Claire Cahen de Labzac; * 27. April 1925 in Paris) ist eine französische Schauspielerin.

## Leben
Brigitte Auber, deren Geburtsdatum lange auch mit 1928 angegeben wurde, wollte zunächst Tänzerin werden, bis durch die Schule ihr Interesse an Schauspielerei geweckt wurde. Bekanntheit erlangte sie mit der Hauptrolle in Jacques Beckers Kinofilm Rendez-vous de juillet (1949), worauf Hauptrollen in zahlreichen französischen Filmen der 1950er-Jahre folgten, unter anderem Julien Duviviers Liebesfilm Unter dem Himmel von Paris (1951). International spielte sie die wichtige Nebenrolle der Fassadenkletterin Danielle Foussard in Alfred Hitchcocks Über den Dächern von Nizza (1955). Hitchcock überlegte, Auber anschließend auch in seiner Komödie Immer Ärger mit Harry zu besetzen; allerdings gestalteten sprachliche Probleme das anschließend als schwierig und Shirley MacLaine erhielt letztendlich die Rolle.
Ab Mitte der 1950er-Jahre ließen die Rollenangebote für Auber im Kino nach. Sie konzentrierte sich stattdessen hauptsächlich auf ihre Theaterkarriere und spielte an bedeutenden Pariser Schauspielhäusern. Im Fernsehen trat sie 1970 als gealterte Françoise in dem Mehrteiler Mauregard von Claude de Givray auf; die junge Françoise spielte Claude Jade. Zu Aubers späteren Filmrollen zählte die Vertraute der Königin Anne (Anne Parillaud) in Der Mann in der eisernen Maske (1998). Nach längerer Zeit stand sie 2019 für den Film La sainte famille von Louis-Do de Lencquesaing erstmals wieder vor der Kamera.
1957 war sie in einer kurzlebigen Beziehung mit dem damals noch unbekannten Schauspieler Alain Delon. Er kam als ihr Begleiter zu den Filmfestspielen von Cannes 1957, die er im Rückblick als sein künstlerisches Initiationserlebnis beschrieb und ihm erste wichtige Kontakte in die Filmindustrie verschaffte.

## Filmografie (Auswahl)
- 1946: Pforten der Nacht (Les Portes de la nuit)
- 1947: Zwei in Paris (Antoine et Antoinette)
- 1949: Jugend von heute (Rendez-vous de Juillet)
- 1950: Steppenrache (Vendetta en Camargue)
- 1951: Unter dem Himmel von Paris (Sous le ciel de Paris coule la Seine)
- 1953: Wirbel im Nachtclub (Femmes de Paris)
- 1955: Über den Dächern von Nizza (To Catch a Thief)
- 1955: Aristokraten (Les aristocrates)
- 1959: Mon pote le gitan
- 1967: Allô Police (Fernsehserie, Folge 1x14)
- 1970: Mauregard (TV-Mehrteiler)
- 1977: Ne le dites pas avec des roses!… (Fernsehserie, 9 Folgen)
- 1982: Mon curé chez les nudistes
- 1991: Kommissar Navarro (Navarro, Fernsehserie, Folge 3x07)
- 1992: Omnibus (Kurzfilm)
- 1996: Julie Lescaut (Fernsehserie, Folge 5x02)
- 1998: Der Mann in der eisernen Maske (The Man in the Iron Mask)
- 2000: Oncle Paul
- 2019: La sainte famille